# Celosia thyrsiflora
Celosia thyrsiflora är en amarantväxtart som beskrevs av Nathaniel Wallich. Celosia thyrsiflora ingår i släktet celosior, och familjen amarantväxter. Inga underarter finns listade i Catalogue of Life.